# Schönewörde
Schönewörde est une commune de l'arrondissement de Gifhorn, Land de Basse-Saxe.

## Géographie
Schönewörde se situe sur l'Ise entre le parc naturel de Südheide et celui d'Elm-Lappwald.
|            |             |           |
| Wahrenholz | Schönewörde | Wittingen |
|            |             |           |

## Histoire
Schönewörde est mentionné pour la première fois en 1318 sous le nom de Sconenworden. À l'origine, il y a deux villages médiévaux désertés, Große Wöhrde et Kleine Wöhrde.
Le village se développe avec la construction de la ligne de Brunswick à Wieren et du canal latéral de l'Elbe.

## Source de la traduction
- (de) Cet article est partiellement ou en totalité issu de l’article de Wikipédia en allemand intitulé « Schönewörde » (voir la liste des auteurs).